# Auveevaara
Auveevaara är en kulle i Finland.   Den ligger i den ekonomiska regionen Norra Lappland och landskapet Lappland, i den norra delen av landet, 800 km norr om huvudstaden Helsingfors. Toppen på Auveevaara är 278 meter över havet.
Terrängen runt Auveevaara är huvudsakligen platt.  Trakten runt Auveevaara är nära nog obefolkad, med mindre än två invånare per kvadratkilometer. Det finns inga samhällen i närheten. Omgivningarna runt Auveevaara är i huvudsak ett öppet busklandskap.